# Doppelganger (I Racconti di Mezzanotte)
Doppelganger è il terzo libro della serie I racconti di mezzanotte di Nick Shadow, uno dei pseudonimi usati dallo scrittore inglese Allan Frewin Jones.

## Trama
I tre fratelli Jessica, Robbie e Megan, vengono affidati alla loro baby sitter Laura; una sera questa si comporta però in modo molto strano, al contrario di come fa di solito. Inoltre la piccola Megan continua a chiedere dove sia Laura. Jessica, domandandosi più degli altri del comportamento della baby sitter, si accorge, inoltre, che i suoi occhi, da castani sono diventati verde intenso. Confidandosi con Robbie, quest'ultimo ipotizza che non possa trattarsi della vera Laura ma del suo Doppelganger, ovvero la sua copia ma col carattere opposto; infatti la baby sitter era arrivata come reduce da una rissa, e quindi poteva darsi che Laura e la sua Doppelganger avessero combattuto fino alla morte della vera Laura. Inoltre i bambini riconoscono le persone e i Doppelganger, pertanto si spiega il comportamento di Megan. In quella i due fratelli realizzano che, se la Laura buona voleva loro bene e proteggerli, quella "cattiva" avrebbe voluto far loro del male. Infatti il Doppelganger chiude la casa e riesce a portare Robbie e Megan in camera loro. Quando sta per prendere anche Jessica, però, fanno ritorno i genitori; il sosia di Laura, facendo finta di nulla, riesce a farsi dare un passaggio a casa, prima che la ragazza possa avvisarli. Quando questi fanno ritorno, Jessica scopre che sono diventati anche loro Doppelganger, così come Robbie e Megan.